# Мухаммад II (емір Майорки)
Мухаммад II ібн Ісхак ібн Ганія (араб. محمد بن إسحاق بن غانية; д/н — 24 червня 1187) — емір Майоркської тайфи у 1183/1184—1184, 1185 і 1187 роках.

## Життєпис
Походив з династії Альморавідів, гілки Ганія. Старший син Ісхака, еміра Майоркської тайфи. Після загибелі батька наприкінці 1183 або на початку 1184 року Мухаммад посів трон.
З самого початку стикнувся з намаганням знаті посилити свій вплив, втрачений за попередника, тиском Альмохадів, що підкорили Аль-Андалус та амбіціями своїх братів. Зрештою Мухаммад II вирішив визнати зверхність альмохадського халіфа Абу Якуб Юсуфа, що викликало загальне невдоволення. Мухаммада II було повалено. Новим еміром став його брат Алі.
1185 року, скориставшись відсутністю Алі за підтримки каталонського тренегата Алі ібн Ревертера Мухаммад втік з в'язниці, піднявши повстання. Йому вдалося повалити намісника — свого брата Талху, знову ставши еміром. Мухаммад II знову визнав зверхність Альмохадів, сподіваючись з їх допомогою зберегти владу. Втім брат Ташфін повалив Мухаммада II. У 1187 році останній на нетривалий час зумів повернути владу, але невдовзі знову її втратив.
Мухаммад доєднався до військ халіфа Абу Юсуфа, з яким виступив проти брата Алі, але 24 червня 1187 року у битві біля аль-Умра (в Іфрікії), де Альмохади зазнали поразки, колишній емір Майорки загинув.